# William Callow
Pour les articles homonymes, voir Callow.
William Callow (1812-1908) est un peintre paysagiste, graveur et aquarelliste britannique,.

## Carrière
Callow est né à Greenwich le 28 juillet 1812. Il est apprenti chez l'artiste Copley Fielding, où il apprend la technique du dessin en plein air. Il étudie ensuite auprès de Theodore et Thales Fielding, où il apprend à colorier les estampes et à faire des aquatintes et apprend la peinture à l'aquarelle entre 1825 et 1827.

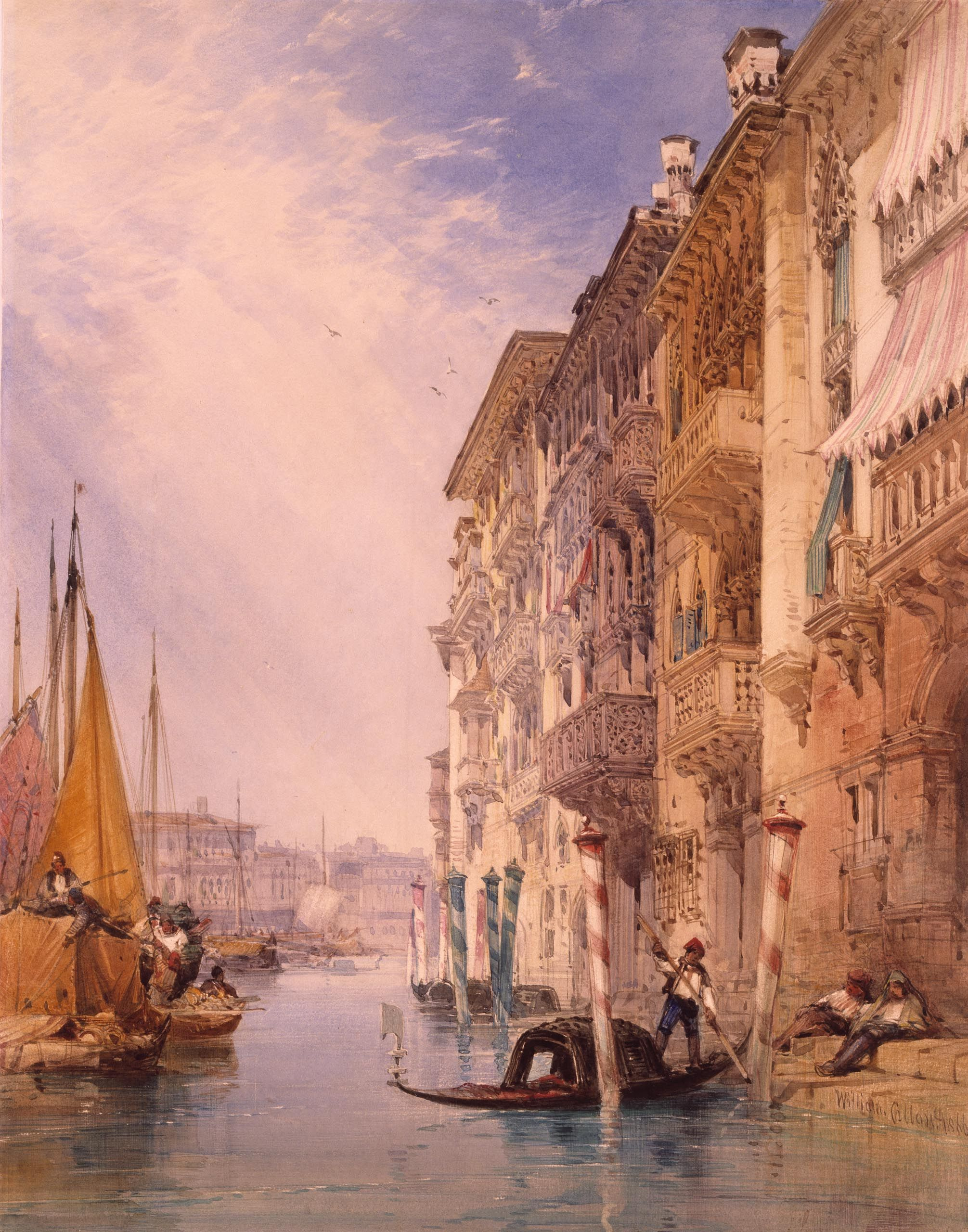
Une gondole sur le Grand Canal, Venise, par William Callow.

En 1829, Thales Fielding lui trouve du travail comme graveur à Paris, où il travaille aux côtés de son ami Charles Bentley. Pendant son séjour dans la capitale française, Thomas Shotter Boys l'encourage à se remettre à l'aquarelle. Après avoir exposé une aquarelle de Richmond Hill au salon de Paris de 1831, il se voit proposer un poste d'enseignant à la famille du roi Louis Philippe Ier de France et donne pendant plusieurs années des cours au duc de Nemours et à la princesse Clémentine, tandis que ses propres œuvres gagnent rapidement en popularité en Angleterre. Cela est aidé par son influence sur François, prince de Joinville pendant les turbulences de la Révolution de Juillet. En bref, le « jeune Callow » est plongé dans une histoire d'amour platonique qui reste sans contrepartie avec la princesse Clémentine.
Élu membre de la Royal Watercolour Society, Callow retourne à Londres en 1841 et commence à peindre des tableaux plus grands, s'éloignant du style plus « fringant » de ses premières œuvres plus petites. Il voyage beaucoup en France, aux Pays-Bas, en Belgique, en Allemagne, en Suisse et en Italie, a un grand nombre d'élèves et jouit des faveurs de la famille royale. Il épouse l'une de ses élèves, l'artiste et compositrice Harriet Anne Smart, en 1846.
Il tient un journal détaillé de ses premiers voyages et, juste avant sa mort, sa vue ayant baissé, il dicte une autobiographie. En 1855, il s'installe à Great Missenden, dans le Buckinghamshire, où il meurt en 1908.